# Kloster Bois-Grolland
Das Kloster Bois-Grolland (Notre-Dame du Bois-Grolland; Brolium Groland) ist eine ehemalige Zisterziensermönchsabtei in der Gemeinde Poiroux im Département Vendée, Region Pays de la Loire, in Frankreich. Es liegt rund 21 km südwestlich von La Roche-sur-Yon und 20 km östlich von Les Sables-d’Olonne.

## Geschichte
Das Kloster wurde 1109 von dem Herrn von Poiroux, Aimeric de Bouille, als Benediktinerkloster für Benediktiner aus Kloster Moreilles gestiftet und schloss sich gegen 1201 dem Zisterzienserorden an. Es gehörte der Filiation der Primarabtei Clairvaux an. Die Zisterzienser bauten das Kloster aus und brachten es zu Wohlstand. Im Jahr 1275 beteiligte es sich an der Trockenlegung des Moors von Moricq. Später fiel das Kloster in Kommende. In den Religionskriegen wurde das Kloster 1574 geplündert. Danach schloss es sich der Observanz von La Trappe an und wurde wiederaufgebaut. In der Französischen Revolution wurde das noch von vier Mönchen bewohnte Kloster aufgelöst. Von 1807 bis 1815 beherbergte es eine Ursulinenniederlassung. Danach wurde es zum landwirtschaftlichen Betrieb.

## Bauten und Anlage
Die Klosterkirche ist eine „von Efeu verborgene Ruine“ (Peugniez). Die Konventsgebäude aus dem 17. Jahrhundert sind zu einem Wohngebäude umgebaut.